# Župnija Sveti Križ nad Mariborom
Župnija Sveti Križ nad Mariborom je rimskokatoliška teritorialna župnija dekanije Maribor mariborskega naddekanata, ki je sestavni del Nadškofije Maribor.

## Zgodovina
Leta 1786 je bila ustanovljena samostojna duhovnija, leta 1891 povzdignjena v župnijo. Duhovnija je vse do leta 1859 spadala v graško-sekovsko škofijo, tega leta pa je, po zaslugi škofa Slomška, prešla pod Mariborsko lavantinsko škofijo. Po pisnih virih je leta 1859 imela duhovnija 864 prebivalcev, enega stalnega duhovnika in dva stalna učitelja.

## Sakralni objekti
- župnijska cerkev Svetega križa

|    | slika | cerkev                                | kraj / naselje    |
| -- | ----- | ------------------------------------- | ----------------- |
| 1. |       | cerkev Svetega križa župnijska cerkev | Gaj nad Mariborom |
| 2. |       |                                       |                   |